# Campeonato de Segunda División 1947 (Argentina)
El Campeonato de Segunda División 1947 fue la decimocuarta temporada de la categoría, que era la segunda división del fútbol argentino. Esta temporada marcó la incorporación de All Boys campeón de la Tercera División el año anterior y de Ferro Carril Oeste, descendido desde la Primera División.
El torneo entregó solo un ascenso, mientras que la Asociación del Fútbol Argentino determinó que no haya descensos esta temporada..
El campeón y único ascendido fue Gimnasia y Esgrima (LP), que se consagró cuando solo restaba una fecha para que culmine el torneo y terminó con 3 puntos de ventaja respecto de su más inmediato perseguidor, retornando así en solo dos temporadas a la máxima categoría del fútbol argentino. De esta manera, el equipo de La Plata consiguió alzarse por segunda vez con el trofeo de esta divisional, el cual ya había conseguido en 1944.

## Ascensos y descensos
| Posición | Descendidos de la Segunda División 1946 |
| -------- | --------------------------------------- |
| 20.º     | Acassuso                                |
| 21.º     | Barracas Central                        |

| Posición | Ascendido de la Tercera División 1946 |
| -------- | ------------------------------------- |
| 1.º      | All Boys                              |

| Posición | Ascendido a la Primera División 1947 |
| -------- | ------------------------------------ |
| 1.º      | Banfield                             |

| Posición | Descendido de la Primera División 1946 |
| -------- | -------------------------------------- |
| 16.º     | Ferro Carril Oeste                     |

- De esta manera, el número de equipos se redujo a 20.

## Formato
Los veinte equipos participantes disputaron un torneo de 38 fechas todos contra todos.

### Ascensos
El equipo con más puntos fue el campeón, obteniendo el único ascenso directo a la Primera División.

### Descensos
El equipo que finalizó en el último lugar de la tabla de posiciones descendió a la Tercera División.

## Equipos participantes
| Equipo                 | Ciudad               |
| ---------------------- | -------------------- |
| All Boys               | Buenos Aires         |
| Almagro                | Buenos Aires         |
| Argentino (R)          | Rosario              |
| Argentino de Quilmes   | Quilmes              |
| Argentinos Juniors     | Buenos Aires         |
| Central Córdoba (R)    | Rosario              |
| Defensores de Belgrano | Buenos Aires         |
| Dock Sud               | Dock Sud             |
| El Porvenir            | Gerli                |
| Estudiantes (BA)       | Buenos Aires         |
| Excursionistas         | Buenos Aires         |
| Ferro Carril Oeste     | Buenos Aires         |
| Gimnasia y Esgrima     | La Plata             |
| Los Andes              | Lomas de Zamora      |
| Nueva Chicago          | Buenos Aires         |
| Quilmes                | Quilmes              |
| Talleres (RE)          | Remedios de Escalada |
| Temperley              | Temperley            |
| Tiro Federal           | Rosario              |
| Unión                  | Santa Fe             |

### Distribución geográfica de los equipos
| Región                 | Cant. | Equipos |
| ---------------------- | ----- | --- |
| Ciudad de Buenos Aires | 8     | All Boys, Almagro, Argentinos Juniors, Defensores de Belgrano, Estudiantes (BA), Excursionistas, Ferro Carril Oeste y Nueva Chicago |
| Conurbano bonaerense   | 7     | Argentino de Quilmes, Dock Sud, El Porvenir, Los Andes, Quilmes, Talleres (RE) y Temperley                                          |
| Provincia de Santa Fe  | 4     | Argentino (R), Central Córdoba (R), Tiro Federal y Unión                                                                            |
| La Plata               | 1     | Gimnasia y Esgrima |

## Tabla de posiciones
| Pos. | Equipo                  | Pts. | PJ | PG | PE | PP | GF  | GC | Dif. |
| ---- | ----------------------- | ---- | -- | -- | -- | -- | --- | -- | ---- |
| 1.º  | Gimnasia y Esgrima (LP) | 57   | 38 | 25 | 7  | 6  | 100 | 47 | 53   |
| 2.º  | Quilmes                 | 54   | 38 | 23 | 8  | 7  | 104 | 48 | 56   |
| 3.º  | Ferro Carril Oeste      | 53   | 38 | 22 | 9  | 7  | 95  | 46 | 49   |
| 4.º  | Argentino (R)           | 50   | 38 | 22 | 6  | 10 | 90  | 57 | 33   |
| 5.º  | Central Córdoba (R)     | 43   | 38 | 17 | 9  | 12 | 75  | 65 | 10   |
| 6.º  | Unión                   | 39   | 38 | 16 | 7  | 15 | 70  | 66 | 4    |
| 7.º  | Argentinos Juniors      | 36   | 38 | 16 | 4  | 18 | 76  | 77 | −1   |
| 8.º  | Los Andes               | 36   | 38 | 14 | 8  | 16 | 64  | 72 | −8   |
| 9.º  | Estudiantes (BA)        | 36   | 38 | 14 | 8  | 16 | 72  | 89 | −17  |
| 10.º | Talleres (RE)           | 35   | 38 | 14 | 7  | 17 | 86  | 88 | −2   |
| 11.º | Excursionistas          | 34   | 38 | 14 | 6  | 18 | 58  | 68 | −10  |
| 12.º | Nueva Chicago           | 34   | 38 | 15 | 4  | 19 | 79  | 91 | −12  |
| 13.º | Temperley               | 33   | 38 | 12 | 9  | 17 | 70  | 79 | −9   |
| 14.º | Tiro Federal            | 33   | 38 | 13 | 7  | 18 | 79  | 89 | −10  |
| 15.º | Defensores de Belgrano  | 33   | 38 | 11 | 11 | 16 | 67  | 89 | −22  |
| 16.º | Almagro                 | 33   | 38 | 11 | 11 | 16 | 57  | 77 | −20  |
| 17.º | El Porvenir             | 32   | 38 | 13 | 6  | 19 | 66  | 95 | −29  |
| 18.º | All Boys                | 31   | 38 | 12 | 7  | 19 | 69  | 91 | −22  |
| 19.º | Argentino de Quilmes    | 30   | 38 | 10 | 10 | 18 | 61  | 79 | −18  |
| 20.º | Dock Sud                | 28   | 38 | 8  | 12 | 18 | 55  | 80 | −25  |

|  | Se consagró campeón y ascendió a la Primera División. |

## Resultados
Primera Rueda
| Fecha 1                 | Fecha 1   | Fecha 1                | Fecha 1                 | Fecha 1    | Fecha 1 |
| Local                   | Resultado | Visitante              | Estadio                 | Fecha      |         |
| ----------------------- | --------- | ---------------------- | ----------------------- | ---------- | ------- |
| Excursionistas          | 4 - 2     | Almagro                | Excursionistas          | 5 de abril |         |
| Central Córdoba (R)     | 3 - 1     | El Porvenir            | Central Córdoba (R)     | 5 de abril |         |
| Temperley               | 3 - 1     | Argentinos Juniors     | Temperley               | 5 de abril |         |
| Ferro Carril Oeste      | 1 - 0     | Argentino de Quilmes   | Ferro Carril Oeste      | 5 de abril |         |
| Nueva Chicago           | 3 - 1     | Los Andes              | Nueva Chicago           | 5 de abril |         |
| Talleres (RdE)          | 2 - 4     | Argentino de Rosario   | Talleres (RdE)          | 5 de abril |         |
| Gimnasia y Esgrima (LP) | 1 - 1     | Tiro Federal           | Gimnasia y Esgrima (LP) | 5 de abril |         |
| Estudiantes (BA)        | 3 - 1     | Defensores de Belgrano | Atlanta                 | 5 de abril |         |
| Unión                   | 2 - 2     | Sportivo Dock Sud      | Unión                   | 6 de abril |         |
| Quilmes                 | 6 - 4     | All Boys               | Quilmes                 | 6 de abril |         |

| Fecha 2                | Fecha 2   | Fecha 2                 | Fecha 2                | Fecha 2     | Fecha 2 |
| Local                  | Resultado | Visitante               | Estadio                | Fecha       |         |
| ---------------------- | --------- | ----------------------- | ---------------------- | ----------- | ------- |
| Estudiantes (BA)       | 1 - 2     | Excursionistas          | Atlanta                | 12 de abril |         |
| Defensores de Belgrano | 2 - 5     | Gimnasia y Esgrima (LP) | Defensores de Belgrano | 12 de abril |         |
| Tiro Federal           | 4 - 2     | Talleres (RdE)          | Tiro Federal           | 12 de abril |         |
| Argentino de Rosario   | 2 - 2     | Nueva Chicago           | Argentino de Rosario   | 12 de abril |         |
| Los Andes              | 1 - 1     | Quilmes                 | Los Andes              | 12 de abril |         |
| All Boys               | 3 - 3     | Ferro Carril Oeste      | All Boys               | 12 de abril |         |
| Argentino de Quilmes   | 2 - 1     | Temperley               | Argentino de Quilmes   | 12 de abril |         |
| Argentinos Juniors     | 0 - 2     | Central Córdoba (R)     | Argentinos Juniors     | 12 de abril |         |
| El Porvenir            | 2 - 0     | Unión                   | El Porvenir            | 12 de abril |         |
| Sportivo Dock Sud      | 0 - 1     | Almagro                 | Independiente          | 12 de abril |         |

| Fecha 3                 | Fecha 3   | Fecha 3                | Fecha 3                 | Fecha 3     | Fecha 3 |
| Local                   | Resultado | Visitante              | Estadio                 | Fecha       |         |
| ----------------------- | --------- | ---------------------- | ----------------------- | ----------- | ------- |
| Excursionistas          | 1 - 0     | Sportivo Dock Sud      | Excursionistas          | 19 de abril |         |
| Almagro                 | 2 - 2     | El Porvenir            | Almagro                 | 19 de abril |         |
| Central Córdoba (R)     | 0 - 0     | Argentino de Quilmes   | Central Córdoba (R)     | 19 de abril |         |
| Temperley               | 6 - 2     | All Boys               | Temperley               | 19 de abril |         |
| Ferro Carril Oeste      | 4 - 1     | Los Andes              | Ferro Carril Oeste      | 19 de abril |         |
| Quilmes                 | 3 - 1     | Argentino de Rosario   | Quilmes                 | 19 de abril |         |
| Nueva Chicago           | 5 - 2     | Tiro Federal           | Nueva Chicago           | 19 de abril |         |
| Talleres (RdE)          | 4 - 4     | Defensores de Belgrano | Talleres (RdE)          | 19 de abril |         |
| Gimnasia y Esgrima (LP) | 4 - 0     | Estudiantes (BA)       | Gimnasia y Esgrima (LP) | 19 de abril |         |
| Unión                   | 3 - 0     | Argentinos Juniors     | Unión                   | 20 de abril |         |

| Fecha 4                 | Fecha 4   | Fecha 4             | Fecha 4                 | Fecha 4     | Fecha 4 |
| Local                   | Resultado | Visitante           | Estadio                 | Fecha       |         |
| ----------------------- | --------- | ------------------- | ----------------------- | ----------- | ------- |
| Gimnasia y Esgrima (LP) | 1 - 1     | Excursionistas      | Gimnasia y Esgrima (LP) | 26 de abril |         |
| Estudiantes (BA)        | 1 - 1     | Talleres (RdE)      | Atlanta                 | 26 de abril |         |
| Defensores de Belgrano  | 3 - 1     | Nueva Chicago       | Defensores de Belgrano  | 26 de abril |         |
| Tiro Federal            | 1 - 5     | Quilmes             | Tiro Federal            | 26 de abril |         |
| Argentino de Rosario    | 1 - 0     | Ferro Carril Oeste  | Argentino de Rosario    | 26 de abril |         |
| Los Andes               | 1 - 0     | Temperley           | Los Andes               | 26 de abril |         |
| All Boys                | 3 - 1     | Central Córdoba (R) | All Boys                | 26 de abril |         |
| Argentino de Quilmes    | 3 - 1     | Unión               | Argentino de Quilmes    | 26 de abril |         |
| Argentinos Juniors      | 7 - 1     | Almagro             | Argentinos Juniors      | 26 de abril |         |
| El Porvenir             | 2 - 2     | Sportivo Dock Sud   | El Porvenir             | 26 de abril |         |

| Fecha 5             | Fecha 5   | Fecha 5                 | Fecha 5             | Fecha 5   | Fecha 5 |
| Local               | Resultado | Visitante               | Estadio             | Fecha     |         |
| ------------------- | --------- | ----------------------- | ------------------- | --------- | ------- |
| Excursionistas      | 2 - 1     | El Porvenir             | Excursionistas      | 1 de mayo |         |
| Sportivo Dock Sud   | 2 - 5     | Argentinos Juniors      | Sportivo Dock Sud   | 1 de mayo |         |
| Almagro             | 2 - 2     | Argentino de Quilmes    | Almagro             | 1 de mayo |         |
| Unión               | 4 - 2     | All Boys                | Unión               | 1 de mayo |         |
| Central Córdoba (R) | 3 - 2     | Los Andes               | Central Córdoba (R) | 1 de mayo |         |
| Temperley           | 2 - 4     | Argentino de Rosario    | Temperley           | 1 de mayo |         |
| Ferro Carril Oeste  | 3 - 1     | Tiro Federal            | Ferro Carril Oeste  | 1 de mayo |         |
| Quilmes             | 11 - 0    | Defensores de Belgrano  | Quilmes             | 1 de mayo |         |
| Nueva Chicago       | 2 - 1     | Estudiantes (BA)        | Nueva Chicago       | 1 de mayo |         |
| Talleres (RdE)      | 1 - 1     | Gimnasia y Esgrima (LP) | Talleres (RdE)      | 1 de mayo |         |

| Fecha 6                 | Fecha 6   | Fecha 6             | Fecha 6                 | Fecha 6   | Fecha 6 |
| Local                   | Resultado | Visitante           | Estadio                 | Fecha     |         |
| ----------------------- | --------- | ------------------- | ----------------------- | --------- | ------- |
| Talleres (RdE)          | 3 - 1     | Excursionistas      | Talleres (RdE)          | 3 de mayo |         |
| Gimnasia y Esgrima (LP) | 8 - 2     | Nueva Chicago       | Gimnasia y Esgrima (LP) | 3 de mayo |         |
| Estudiantes (BA)        | 2 - 1     | Quilmes             | Atlanta                 | 3 de mayo |         |
| Defensores de Belgrano  | 2 - 2     | Ferro Carril Oeste  | Defensores de Belgrano  | 3 de mayo |         |
| Tiro Federal            | 0 - 2     | Temperley           | Tiro Federal            | 3 de mayo |         |
| Argentino de Rosario    | 3 - 4     | Central Córdoba (R) | Argentino de Rosario    | 3 de mayo |         |
| Los Andes               | 2 - 2     | Unión               | Los Andes               | 3 de mayo |         |
| All Boys                | 0 - 3     | Almagro             | All Boys                | 3 de mayo |         |
| Argentino de Quilmes    | 3 - 0     | Sportivo Dock Sud   | Argentino de Quilmes    | 3 de mayo |         |
| Argentinos Juniors      | 5 - 1     | El Porvenir         | Argentinos Juniors      | 3 de mayo |         |

| Fecha 7             | Fecha 7   | Fecha 7                 | Fecha 7             | Fecha 7    | Fecha 7 |
| Local               | Resultado | Visitante               | Estadio             | Fecha      |         |
| ------------------- | --------- | ----------------------- | ------------------- | ---------- | ------- |
| Excursionistas      | 2 - 1     | Argentinos Juniors      | Excursionistas      | 17 de mayo |         |
| El Porvenir         | 3 - 2     | Argentino de Quilmes    | El Porvenir         | 17 de mayo |         |
| Sportivo Dock Sud   | 1 - 2     | All Boys                | Sportivo Dock Sud   | 17 de mayo |         |
| Almagro             | 0 - 0     | Los Andes               | Almagro             | 17 de mayo |         |
| Central Córdoba (R) | 2 - 2     | Tiro Federal            | Central Córdoba (R) | 17 de mayo |         |
| Temperley           | 3 - 3     | Defensores de Belgrano  | Temperley           | 17 de mayo |         |
| Ferro Carril Oeste  | 4 - 0     | Estudiantes (BA)        | Ferro Carril Oeste  | 17 de mayo |         |
| Quilmes             | 0 - 6     | Gimnasia y Esgrima (LP) | Quilmes             | 17 de mayo |         |
| Nueva Chicago       | 0 - 1     | Talleres (RdE)          | Nueva Chicago       | 17 de mayo |         |
| Unión               | 3 - 0     | Argentino de Rosario    | Unión               | 18 de mayo |         |

| Fecha 8                 | Fecha 8   | Fecha 8             | Fecha 8                 | Fecha 8    | Fecha 8 |
| Local                   | Resultado | Visitante           | Estadio                 | Fecha      |         |
| ----------------------- | --------- | ------------------- | ----------------------- | ---------- | ------- |
| Nueva Chicago           | 6 - 1     | Excursionistas      | Nueva Chicago           | 24 de mayo |         |
| Talleres (RdE)          | 1 - 1     | Quilmes             | Talleres (RdE)          | 24 de mayo |         |
| Gimnasia y Esgrima (LP) | 1 - 0     | Ferro Carril Oeste  | Gimnasia y Esgrima (LP) | 24 de mayo |         |
| Estudiantes (BA)        | 3 - 2     | Temperley           | Atlanta                 | 24 de mayo |         |
| Defensores de Belgrano  | 0 - 0     | Central Córdoba (R) | Defensores de Belgrano  | 24 de mayo |         |
| Tiro Federal            | 1 - 2     | Unión               | Tiro Federal            | 24 de mayo |         |
| Argentino de Rosario    | 2 - 1     | Almagro             | Argentino de Rosario    | 24 de mayo |         |
| Los Andes               | 0 - 0     | Sportivo Dock Sud   | Los Andes               | 24 de mayo |         |
| All Boys                | 3 - 2     | El Porvenir         | All Boys                | 24 de mayo |         |
| Argentino de Quilmes    | 2 - 4     | Argentinos Juniors  | Argentino de Quilmes    | 24 de mayo |         |

| Fecha 9             | Fecha 9   | Fecha 9                 | Fecha 9             | Fecha 9    | Fecha 9 |
| Local               | Resultado | Visitante               | Estadio             | Fecha      |         |
| ------------------- | --------- | ----------------------- | ------------------- | ---------- | ------- |
| Excursionistas      | 1 - 0     | Argentino de Quilmes    | Excursionistas      | 31 de mayo |         |
| Argentinos Juniors  | 4 - 3     | All Boys                | Argentinos Juniors  | 31 de mayo |         |
| El Porvenir         | 3 - 2     | Los Andes               | El Porvenir         | 31 de mayo |         |
| Sportivo Dock Sud   | 3 - 3     | Argentino de Rosario    | Sportivo Dock Sud   | 31 de mayo |         |
| Almagro             | 0 - 0     | Tiro Federal            | Almagro             | 31 de mayo |         |
| Central Córdoba (R) | 3 - 3     | Estudiantes (BA)        | Central Córdoba (R) | 31 de mayo |         |
| Temperley           | 3 - 3     | Gimnasia y Esgrima (LP) | Temperley           | 31 de mayo |         |
| Ferro Carril Oeste  | 5 - 0     | Talleres (RdE)          | Ferro Carril Oeste  | 31 de mayo |         |
| Quilmes             | 5 - 0     | Nueva Chicago           | Quilmes             | 31 de mayo |         |
| Unión               | 6 - 0     | Defensores de Belgrano  | Unión               | 1 de junio |         |

| Fecha 10                | Fecha 10  | Fecha 10             | Fecha 10                | Fecha 10   | Fecha 10 |
| Local                   | Resultado | Visitante            | Estadio                 | Fecha      |          |
| ----------------------- | --------- | -------------------- | ----------------------- | ---------- | -------- |
| Quilmes                 | 3 - 0     | Excursionistas       | Quilmes                 | 7 de junio |          |
| Nueva Chicago           | 0 - 4     | Ferro Carril Oeste   | Nueva Chicago           | 7 de junio |          |
| Talleres (RdE)          | 4 - 3     | Temperley            | Talleres (RdE)          | 7 de junio |          |
| Gimnasia y Esgrima (LP) | 5 - 1     | Central Córdoba (R)  | Gimnasia y Esgrima (LP) | 7 de junio |          |
| Estudiantes (BA)        | 1 - 1     | Unión                | Atlanta                 | 7 de junio |          |
| Defensores de Belgrano  | 2 - 0     | Almagro              | Defensores de Belgrano  | 7 de junio |          |
| Tiro Federal            | 2 - 0     | Sportivo Dock Sud    | Tiro Federal            | 7 de junio |          |
| Argentino de Rosario    | 5 - 0     | El Porvenir          | Argentino de Rosario    | 7 de junio |          |
| Los Andes               | 3 - 2     | Argentinos Juniors   | Los Andes               | 7 de junio |          |
| All Boys                | 2 - 0     | Argentino de Quilmes | All Boys                | 7 de junio |          |

| Fecha 11             | Fecha 11  | Fecha 11                | Fecha 11             | Fecha 11    | Fecha 11 |
| Local                | Resultado | Visitante               | Estadio              | Fecha       |          |
| -------------------- | --------- | ----------------------- | -------------------- | ----------- | -------- |
| Excursionistas       | 1 - 0     | All Boys                | Excursionistas       | 14 de junio |          |
| Argentino de Quilmes | 2 - 2     | Los Andes               | Argentino de Quilmes | 14 de junio |          |
| Argentinos Juniors   | 2 - 1     | Argentino de Rosario    | Argentinos Juniors   | 14 de junio |          |
| El Porvenir          | 4 - 3     | Tiro Federal            | El Porvenir          | 14 de junio |          |
| Sportivo Dock Sud    | 1 - 1     | Defensores de Belgrano  | Sportivo Dock Sud    | 14 de junio |          |
| Almagro              | 1 - 1     | Estudiantes (BA)        | Almagro              | 14 de junio |          |
| Central Córdoba (R)  | 2 - 0     | Talleres (RdE)          | Central Córdoba (R)  | 14 de junio |          |
| Temperley            | 1 - 2     | Nueva Chicago           | Temperley            | 14 de junio |          |
| Ferro Carril Oeste   | 3 - 3     | Quilmes                 | Ferro Carril Oeste   | 14 de junio |          |
| Unión                | 0 - 1     | Gimnasia y Esgrima (LP) | Unión                | 15 de junio |          |

| Fecha 12                | Fecha 12  | Fecha 12             | Fecha 12                | Fecha 12    | Fecha 12 |
| Local                   | Resultado | Visitante            | Estadio                 | Fecha       |          |
| ----------------------- | --------- | -------------------- | ----------------------- | ----------- | -------- |
| Ferro Carril Oeste      | 4 - 0     | Excursionistas       | Ferro Carril Oeste      | 21 de junio |          |
| Quilmes                 | 3 - 3     | Temperley            | Quilmes                 | 21 de junio |          |
| Nueva Chicago           | 2 - 1     | Central Córdoba (R)  | Nueva Chicago           | 21 de junio |          |
| Talleres (RdE)          | 5 - 2     | Unión                | Talleres (RdE)          | 21 de junio |          |
| Gimnasia y Esgrima (LP) | 2 - 0     | Almagro              | Gimnasia y Esgrima (LP) | 21 de junio |          |
| Estudiantes (BA)        | 3 - 1     | Sportivo Dock Sud    | Atlanta                 | 21 de junio |          |
| Defensores de Belgrano  | 2 - 2     | El Porvenir          | Defensores de Belgrano  | 21 de junio |          |
| Tiro Federal            | 2 - 0     | Argentinos Juniors   | Tiro Federal            | 21 de junio |          |
| Argentino de Rosario    | 5 - 1     | Argentino de Quilmes | Argentino de Rosario    | 21 de junio |          |
| Los Andes               | 1 - 0     | All Boys             | Los Andes               | 21 de junio |          |

| Fecha 13             | Fecha 13  | Fecha 13                | Fecha 13                | Fecha 13    | Fecha 13 |
| Local                | Resultado | Visitante               | Estadio                 | Fecha       |          |
| -------------------- | --------- | ----------------------- | ----------------------- | ----------- | -------- |
| Excursionistas       | 5 - 1     | Los Andes               | Excursionistas          | 28 de junio |          |
| All Boys             | 1 - 1     | Argentino de Rosario    | All Boys                | 28 de junio |          |
| Argentino de Quilmes | 5 - 5     | Tiro Federal            | Argentino de Quilmes    | 28 de junio |          |
| Argentinos Juniors   | 3 - 2     | Defensores de Belgrano  | Argentinos Juniors      | 28 de junio |          |
| El Porvenir          | 3 - 4     | Estudiantes (BA)        | El Porvenir             | 28 de junio |          |
| Sportivo Dock Sud    | 3 - 3     | Gimnasia y Esgrima (LP) | Sportivo Dock Sud       | 28 de junio |          |
| Central Córdoba (R)  | 0 - 0     | Quilmes                 | Central Córdoba (R)     | 28 de junio |          |
| Temperley            | 1 - 0     | Ferro Carril Oeste      | Temperley               | 28 de junio |          |
| Unión                | 4 - 1     | Nueva Chicago           | G. y Esgrima (Santa Fe) | 29 de junio |          |
| Almagro              | 2 - 1     | Talleres (RdE)          | Atlanta                 | 9 de julio  |          |

| Fecha 14                | Fecha 14  | Fecha 14             | Fecha 14                | Fecha 14   | Fecha 14 |
| Local                   | Resultado | Visitante            | Estadio                 | Fecha      |          |
| ----------------------- | --------- | -------------------- | ----------------------- | ---------- | -------- |
| Temperley               | 3 - 1     | Excursionistas       | Temperley               | 5 de julio |          |
| Ferro Carril Oeste      | 2 - 1     | Central Córdoba (R)  | Ferro Carril Oeste      | 5 de julio |          |
| Quilmes                 | 3 - 2     | Unión                | Quilmes                 | 5 de julio |          |
| Nueva Chicago           | 0 - 1     | Almagro              | Nueva Chicago           | 5 de julio |          |
| Talleres (RdE)          | 2 - 1     | Sportivo Dock Sud    | Talleres (RdE)          | 5 de julio |          |
| Estudiantes (BA)        | 1 - 2     | Argentinos Juniors   | Atlanta                 | 5 de julio |          |
| Defensores de Belgrano  | 6 - 2     | Argentino de Quilmes | Defensores de Belgrano  | 5 de julio |          |
| Tiro Federal            | 0 - 0     | All Boys             | Tiro Federal            | 5 de julio |          |
| Argentino de Rosario    | 4 - 0     | Los Andes            | Argentino de Rosario    | 5 de julio |          |
| Gimnasia y Esgrima (LP) | 3 - 0     | El Porvenir          | Gimnasia y Esgrima (LP) | 6 de julio |          |

| Fecha 15             | Fecha 15  | Fecha 15                | Fecha 15             | Fecha 15    | Fecha 15 |
| Local                | Resultado | Visitante               | Estadio              | Fecha       |          |
| -------------------- | --------- | ----------------------- | -------------------- | ----------- | -------- |
| Argentino de Quilmes | 0 - 2     | Estudiantes (BA)        | Argentino de Quilmes | 10 de julio |          |
| Excursionistas       | 1 - 3     | Argentino de Rosario    | Excursionistas       | 12 de julio |          |
| Los Andes            | 5 - 1     | Tiro Federal            | Los Andes            | 12 de julio |          |
| All Boys             | 0 - 4     | Defensores de Belgrano  | All Boys             | 12 de julio |          |
| Argentinos Juniors   | 1 - 2     | Gimnasia y Esgrima (LP) | Argentinos Juniors   | 12 de julio |          |
| El Porvenir          | 2 - 3     | Talleres (RdE)          | El Porvenir          | 12 de julio |          |
| Sportivo Dock Sud    | 3 - 0     | Nueva Chicago           | Sportivo Dock Sud    | 12 de julio |          |
| Almagro              | 1 - 1     | Quilmes                 | Atlanta              | 12 de julio |          |
| Unión                | 1 - 1     | Ferro Carril Oeste      | San Lorenzo          | 12 de julio |          |
| Central Córdoba (R)  | 4 - 1     | Temperley               | Central Córdoba (R)  | 12 de julio |          |

| Fecha 16                | Fecha 16  | Fecha 16             | Fecha 16                | Fecha 16    | Fecha 16 |
| Local                   | Resultado | Visitante            | Estadio                 | Fecha       |          |
| ----------------------- | --------- | -------------------- | ----------------------- | ----------- | -------- |
| Central Córdoba (R)     | 3 - 1     | Excursionistas       | Central Córdoba (R)     | 19 de julio |          |
| Temperley               | 3 - 1     | Unión                | Temperley               | 19 de julio |          |
| Ferro Carril Oeste      | 3 - 2     | Almagro              | Ferro Carril Oeste      | 19 de julio |          |
| Quilmes                 | 4 - 0     | Sportivo Dock Sud    | Quilmes                 | 19 de julio |          |
| Nueva Chicago           | 3 - 1     | El Porvenir          | Nueva Chicago           | 19 de julio |          |
| Talleres (RdE)          | 2 - 3     | Argentinos Juniors   | Talleres (RdE)          | 19 de julio |          |
| Gimnasia y Esgrima (LP) | 3 - 2     | Argentino de Quilmes | Gimnasia y Esgrima (LP) | 19 de julio |          |
| Estudiantes (BA)        | 2 - 2     | All Boys             | Atlanta                 | 19 de julio |          |
| Defensores de Belgrano  | 0 - 4     | Los Andes            | Defensores de Belgrano  | 19 de julio |          |
| Tiro Federal            | 1 - 2     | Argentino de Rosario | Tiro Federal            | 19 de julio |          |

| Fecha 17             | Fecha 17  | Fecha 17                | Fecha 17                | Fecha 17    | Fecha 17 |
| Local                | Resultado | Visitante               | Estadio                 | Fecha       |          |
| -------------------- | --------- | ----------------------- | ----------------------- | ----------- | -------- |
| Excursionistas       | 1 - 2     | Tiro Federal            | Excursionistas          | 26 de julio |          |
| Argentino de Rosario | 1 - 1     | Defensores de Belgrano  | Argentino de Rosario    | 26 de julio |          |
| Los Andes            | 1 - 2     | Estudiantes (BA)        | Los Andes               | 26 de julio |          |
| All Boys             | 2 - 4     | Gimnasia y Esgrima (LP) | All Boys                | 26 de julio |          |
| Argentino de Quilmes | 4 - 6     | Talleres (RdE)          | Argentino de Quilmes    | 26 de julio |          |
| Argentinos Juniors   | 2 - 0     | Nueva Chicago           | Argentinos Juniors      | 26 de julio |          |
| El Porvenir          | 2 - 1     | Quilmes                 | El Porvenir             | 26 de julio |          |
| Sportivo Dock Sud    | 1 - 1     | Ferro Carril Oeste      | Sportivo Dock Sud       | 26 de julio |          |
| Almagro              | 0 - 0     | Temperley               | Atlanta                 | 26 de julio |          |
| Unión                | 2 - 0     | Central Córdoba (R)     | G. y Esgrima (Santa Fe) | 27 de julio |          |

| Fecha 18                | Fecha 18  | Fecha 18             | Fecha 18                | Fecha 18    | Fecha 18 |
| Local                   | Resultado | Visitante            | Estadio                 | Fecha       |          |
| ----------------------- | --------- | -------------------- | ----------------------- | ----------- | -------- |
| Central Córdoba (R)     | 2 - 1     | Almagro              | Central Córdoba (R)     | 2 de agosto |          |
| Temperley               | 1 - 1     | Sportivo Dock Sud    | Temperley               | 2 de agosto |          |
| Ferro Carril Oeste      | 3 - 1     | El Porvenir          | Ferro Carril Oeste      | 2 de agosto |          |
| Quilmes                 | 3 - 0     | Argentinos Juniors   | Quilmes                 | 2 de agosto |          |
| Nueva Chicago           | 1 - 1     | Argentino de Quilmes | Nueva Chicago           | 2 de agosto |          |
| Talleres (RdE)          | 1 - 1     | All Boys             | Talleres (RdE)          | 2 de agosto |          |
| Gimnasia y Esgrima (LP) | 6 - 1     | Los Andes            | Gimnasia y Esgrima (LP) | 2 de agosto |          |
| Estudiantes (BA)        | 1 - 4     | Argentino de Rosario | Atlanta                 | 2 de agosto |          |
| Defensores de Belgrano  | 2 - 1     | Tiro Federal         | Defensores de Belgrano  | 2 de agosto |          |
| Unión                   | 1 - 0     | Excursionistas       | Unión                   | 3 de agosto |          |

| Fecha 19             | Fecha 19  | Fecha 19                | Fecha 19             | Fecha 19    | Fecha 19 |
| Local                | Resultado | Visitante               | Estadio              | Fecha       |          |
| -------------------- | --------- | ----------------------- | -------------------- | ----------- | -------- |
| Excursionistas       | 0 - 0     | Defensores de Belgrano  | Excursionistas       | 9 de agosto |          |
| Tiro Federal         | 4 - 1     | Estudiantes (BA)        | Tiro Federal         | 9 de agosto |          |
| Argentino de Rosario | 1 - 0     | Gimnasia y Esgrima (LP) | Argentino de Rosario | 9 de agosto |          |
| Los Andes            | 4 - 1     | Talleres (RdE)          | Los Andes            | 9 de agosto |          |
| All Boys             | 3 - 2     | Nueva Chicago           | All Boys             | 9 de agosto |          |
| Argentino de Quilmes | 2 - 3     | Quilmes                 | Argentino de Quilmes | 9 de agosto |          |
| Argentinos Juniors   | 3 - 4     | Ferro Carril Oeste      | Argentinos Juniors   | 9 de agosto |          |
| El Porvenir          | 3 - 1     | Temperley               | El Porvenir          | 9 de agosto |          |
| Sportivo Dock Sud    | 2 - 0     | Central Córdoba (R)     | Sportivo Dock Sud    | 9 de agosto |          |
| Almagro              | 2 - 0     | Unión                   | Almagro              | 9 de agosto |          |

Segunda Rueda
| Fecha 20               | Fecha 20  | Fecha 20                | Fecha 20               | Fecha 20     | Fecha 20 |
| Local                  | Resultado | Visitante               | Estadio                | Fecha        |          |
| ---------------------- | --------- | ----------------------- | ---------------------- | ------------ | -------- |
| Almagro                | 2 - 1     | Excursionistas          | Almagro                | 16 de agosto |          |
| Sportivo Dock Sud      | 2 - 2     | Unión                   | Sportivo Dock Sud      | 16 de agosto |          |
| El Porvenir            | 3 - 2     | Central Córdoba (R)     | El Porvenir            | 16 de agosto |          |
| Argentinos Juniors     | 2 - 2     | Temperley               | Argentinos Juniors     | 16 de agosto |          |
| Argentino de Quilmes   | 1 - 1     | Ferro Carril Oeste      | Argentino de Quilmes   | 16 de agosto |          |
| All Boys               | 0 - 1     | Quilmes                 | All Boys               | 16 de agosto |          |
| Los Andes              | 3 - 3     | Nueva Chicago           | Los Andes              | 16 de agosto |          |
| Argentino de Rosario   | 3 - 0     | Talleres (RdE)          | Argentino de Rosario   | 16 de agosto |          |
| Tiro Federal           | 3 - 1     | Gimnasia y Esgrima (LP) | Tiro Federal           | 16 de agosto |          |
| Defensores de Belgrano | 1 - 3     | Estudiantes (BA)        | Defensores de Belgrano | 16 de agosto |          |

| Fecha 21                | Fecha 21  | Fecha 21               | Fecha 21                | Fecha 21     | Fecha 21 |
| Local                   | Resultado | Visitante              | Estadio                 | Fecha        |          |
| ----------------------- | --------- | ---------------------- | ----------------------- | ------------ | -------- |
| Excursionistas          | 1 - 2     | Estudiantes (BA)       | Excursionistas          | 23 de agosto |          |
| Talleres (RdE)          | 6 - 0     | Tiro Federal           | Talleres (RdE)          | 23 de agosto |          |
| Nueva Chicago           | 2 - 1     | Argentino de Rosario   | Nueva Chicago           | 23 de agosto |          |
| Quilmes                 | 1 - 2     | Los Andes              | Quilmes                 | 23 de agosto |          |
| Ferro Carril Oeste      | 5 - 1     | All Boys               | Ferro Carril Oeste      | 23 de agosto |          |
| Temperley               | 5 - 1     | Argentino de Quilmes   | Temperley               | 23 de agosto |          |
| Central Córdoba (R)     | 2 - 1     | Argentinos Juniors     | Central Córdoba (R)     | 23 de agosto |          |
| Almagro                 | 1 - 1     | Sportivo Dock Sud      | Almagro                 | 23 de agosto |          |
| Gimnasia y Esgrima (LP) | 3 - 1     | Defensores de Belgrano | Gimnasia y Esgrima (LP) | 24 de agosto |          |
| Unión                   | 2 - 1     | El Porvenir            | Unión                   | 24 de agosto |          |

| Fecha 22               | Fecha 22  | Fecha 22                | Fecha 22               | Fecha 22     | Fecha 22 |
| Local                  | Resultado | Visitante               | Estadio                | Fecha        |          |
| ---------------------- | --------- | ----------------------- | ---------------------- | ------------ | -------- |
| Sportivo Dock Sud      | 2 - 0     | Excursionistas          | Sportivo Dock Sud      | 30 de agosto |          |
| El Porvenir            | 3 - 1     | Almagro                 | El Porvenir            | 30 de agosto |          |
| Argentinos Juniors     | 2 - 1     | Unión                   | Argentinos Juniors     | 30 de agosto |          |
| Argentino de Quilmes   | 0 - 0     | Central Córdoba (R)     | Argentino de Quilmes   | 30 de agosto |          |
| All Boys               | 3 - 1     | Temperley               | All Boys               | 30 de agosto |          |
| Los Andes              | 0 - 1     | Ferro Carril Oeste      | Los Andes              | 30 de agosto |          |
| Argentino de Rosario   | 1 - 0     | Quilmes                 | Argentino de Rosario   | 30 de agosto |          |
| Tiro Federal           | 4 - 0     | Nueva Chicago           | Tiro Federal           | 30 de agosto |          |
| Defensores de Belgrano | 4 - 1     | Talleres (RdE)          | Defensores de Belgrano | 30 de agosto |          |
| Estudiantes (BA)       | 5 - 1     | Gimnasia y Esgrima (LP) | Atlanta                | 30 de agosto |          |

| Fecha 23            | Fecha 23  | Fecha 23                | Fecha 23            | Fecha 23        | Fecha 23 |
| Local               | Resultado | Visitante               | Estadio             | Fecha           |          |
| ------------------- | --------- | ----------------------- | ------------------- | --------------- | -------- |
| Excursionistas      | 1 - 2     | Gimnasia y Esgrima (LP) | Excursionistas      | 6 de septiembre |          |
| Talleres (RdE)      | 5 - 0     | Estudiantes (BA)        | Talleres (RdE)      | 6 de septiembre |          |
| Nueva Chicago       | 2 - 0     | Defensores de Belgrano  | Nueva Chicago       | 6 de septiembre |          |
| Quilmes             | 1 - 0     | Tiro Federal            | Quilmes             | 6 de septiembre |          |
| Ferro Carril Oeste  | 2 - 0     | Argentino de Rosario    | Ferro Carril Oeste  | 6 de septiembre |          |
| Temperley           | 1 - 1     | Los Andes               | Temperley           | 6 de septiembre |          |
| Central Córdoba (R) | 3 - 1     | All Boys                | Central Córdoba (R) | 6 de septiembre |          |
| Almagro             | 1 - 0     | Argentinos Juniors      | Almagro             | 6 de septiembre |          |
| Sportivo Dock Sud   | 2 - 1     | El Porvenir             | Sportivo Dock Sud   | 6 de septiembre |          |
| Unión               | 3 - 0     | Argentino de Quilmes    | Unión               | 7 de septiembre |          |

| Fecha 24                | Fecha 24  | Fecha 24            | Fecha 24                | Fecha 24         | Fecha 24 |
| Local                   | Resultado | Visitante           | Estadio                 | Fecha            |          |
| ----------------------- | --------- | ------------------- | ----------------------- | ---------------- | -------- |
| El Porvenir             | 3 - 2     | Excursionistas      | El Porvenir             | 13 de septiembre |          |
| Argentinos Juniors      | 2 - 3     | Sportivo Dock Sud   | Argentinos Juniors      | 13 de septiembre |          |
| Argentino de Quilmes    | 3 - 2     | Almagro             | Argentino de Quilmes    | 13 de septiembre |          |
| All Boys                | 3 - 1     | Unión               | All Boys                | 13 de septiembre |          |
| Los Andes               | 1 - 2     | Central Córdoba (R) | Los Andes               | 13 de septiembre |          |
| Tiro Federal            | 4 - 3     | Ferro Carril Oeste  | Tiro Federal            | 13 de septiembre |          |
| Defensores de Belgrano  | 0 - 4     | Quilmes             | Defensores de Belgrano  | 13 de septiembre |          |
| Estudiantes (BA)        | 1 - 1     | Nueva Chicago       | Atlanta                 | 13 de septiembre |          |
| Gimnasia y Esgrima (LP) | 2 - 0     | Talleres (RdE)      | Gimnasia y Esgrima (LP) | 13 de septiembre |          |
| Argentino de Rosario    | 4 - 1     | Temperley           | Argentino de Rosario    | 17 de septiembre |          |

| Fecha 25            | Fecha 25  | Fecha 25                | Fecha 25            | Fecha 25         | Fecha 25 |
| Local               | Resultado | Visitante               | Estadio             | Fecha            |          |
| ------------------- | --------- | ----------------------- | ------------------- | ---------------- | -------- |
| Excursionistas      | 4 - 4     | Talleres (RdE)          | Excursionistas      | 20 de septiembre |          |
| Nueva Chicago       | 3 - 1     | Gimnasia y Esgrima (LP) | Nueva Chicago       | 20 de septiembre |          |
| Quilmes             | 3 - 0     | Estudiantes (BA)        | Quilmes             | 20 de septiembre |          |
| Ferro Carril Oeste  | 3 - 1     | Defensores de Belgrano  | Ferro Carril Oeste  | 20 de septiembre |          |
| Temperley           | 3 - 2     | Tiro Federal            | Temperley           | 20 de septiembre |          |
| Central Córdoba (R) | 2 - 0     | Argentino de Rosario    | Central Córdoba (R) | 20 de septiembre |          |
| Almagro             | 2 - 1     | All Boys                | Almagro             | 20 de septiembre |          |
| Sportivo Dock Sud   | 1 - 1     | Argentino de Quilmes    | Sportivo Dock Sud   | 20 de septiembre |          |
| El Porvenir         | 2 - 0     | Argentinos Juniors      | El Porvenir         | 20 de septiembre |          |
| Unión               | 2 - 1     | Los Andes               | Unión               | 21 de septiembre |          |

| Fecha 26                | Fecha 26  | Fecha 26            | Fecha 26                | Fecha 26         | Fecha 26 |
| Local                   | Resultado | Visitante           | Estadio                 | Fecha            |          |
| ----------------------- | --------- | ------------------- | ----------------------- | ---------------- | -------- |
| Argentinos Juniors      | 2 - 0     | Excursionistas      | Argentinos Juniors      | 27 de septiembre |          |
| Argentino de Quilmes    | 5 - 0     | El Porvenir         | Argentino de Quilmes    | 27 de septiembre |          |
| All Boys                | 1 - 1     | Sportivo Dock Sud   | All Boys                | 27 de septiembre |          |
| Los Andes               | 3 - 1     | Almagro             | Los Andes               | 27 de septiembre |          |
| Argentino de Rosario    | 2 - 0     | Unión               | Argentino de Rosario    | 27 de septiembre |          |
| Tiro Federal            | 1 - 1     | Central Córdoba (R) | Tiro Federal            | 27 de septiembre |          |
| Defensores de Belgrano  | 3 - 0     | Temperley           | Defensores de Belgrano  | 27 de septiembre |          |
| Estudiantes (BA)        | 1 - 4     | Ferro Carril Oeste  | Atlanta                 | 27 de septiembre |          |
| Gimnasia y Esgrima (LP) | 2 - 2     | Quilmes             | Gimnasia y Esgrima (LP) | 27 de septiembre |          |
| Talleres (RdE)          | 1 - 3     | Nueva Chicago       | Talleres (RdE)          | 27 de septiembre |          |

| Fecha 27            | Fecha 27  | Fecha 27                | Fecha 27            | Fecha 27     | Fecha 27 |
| Local               | Resultado | Visitante               | Estadio             | Fecha        |          |
| ------------------- | --------- | ----------------------- | ------------------- | ------------ | -------- |
| Excursionistas      | 5 - 2     | Nueva Chicago           | Excursionistas      | 4 de octubre |          |
| Quilmes             | 5 - 0     | Talleres (RdE)          | Quilmes             | 4 de octubre |          |
| Ferro Carril Oeste  | 0 - 0     | Gimnasia y Esgrima (LP) | Ferro Carril Oeste  | 4 de octubre |          |
| Temperley           | 5 - 2     | Estudiantes (BA)        | Temperley           | 4 de octubre |          |
| Central Córdoba (R) | 3 - 0     | Defensores de Belgrano  | Central Córdoba (R) | 4 de octubre |          |
| Almagro             | 1 - 2     | Argentino de Rosario    | Almagro             | 4 de octubre |          |
| Sportivo Dock Sud   | 1 - 2     | Los Andes               | Sportivo Dock Sud   | 4 de octubre |          |
| El Porvenir         | 2 - 4     | All Boys                | El Porvenir         | 4 de octubre |          |
| Argentinos Juniors  | 1 - 1     | Argentino de Quilmes    | Argentinos Juniors  | 4 de octubre |          |
| Unión               | 3 - 0     | Tiro Federal            | Unión               | 5 de octubre |          |

| Fecha 28                | Fecha 28  | Fecha 28            | Fecha 28                | Fecha 28      | Fecha 28 |
| Local                   | Resultado | Visitante           | Estadio                 | Fecha         |          |
| ----------------------- | --------- | ------------------- | ----------------------- | ------------- | -------- |
| Argentino de Quilmes    | 1 - 0     | Excursionistas      | Argentino de Quilmes    | 11 de octubre |          |
| All Boys                | 0 - 0     | Argentinos Juniors  | All Boys                | 11 de octubre |          |
| Los Andes               | 3 - 2     | El Porvenir         | Los Andes               | 11 de octubre |          |
| Argentino de Rosario    | 5 - 0     | Sportivo Dock Sud   | Argentino de Rosario    | 11 de octubre |          |
| Tiro Federal            | 3 - 3     | Almagro             | Tiro Federal            | 11 de octubre |          |
| Defensores de Belgrano  | 5 - 1     | Unión               | Defensores de Belgrano  | 11 de octubre |          |
| Estudiantes (BA)        | 0 - 3     | Central Córdoba (R) | Atlanta                 | 11 de octubre |          |
| Gimnasia y Esgrima (LP) | 4 - 0     | Temperley           | Gimnasia y Esgrima (LP) | 11 de octubre |          |
| Talleres (RdE)          | 2 - 2     | Ferro Carril Oeste  | Talleres (RdE)          | 11 de octubre |          |
| Nueva Chicago           | 0 - 2     | Quilmes             | Nueva Chicago           | 11 de octubre |          |

| Fecha 29             | Fecha 29  | Fecha 29                | Fecha 29             | Fecha 29      | Fecha 29 |
| Local                | Resultado | Visitante               | Estadio              | Fecha         |          |
| -------------------- | --------- | ----------------------- | -------------------- | ------------- | -------- |
| Excursionistas       | 1 - 1     | Quilmes                 | Excursionistas       | 18 de octubre |          |
| Ferro Carril Oeste   | 2 - 1     | Nueva Chicago           | Ferro Carril Oeste   | 18 de octubre |          |
| Temperley            | 2 - 0     | Talleres (RdE)          | Temperley            | 18 de octubre |          |
| Central Córdoba (R)  | 1 - 2     | Gimnasia y Esgrima (LP) | Central Córdoba (R)  | 18 de octubre |          |
| Almagro              | 3 - 2     | Defensores de Belgrano  | Almagro              | 18 de octubre |          |
| Sportivo Dock Sud    | 4 - 1     | Tiro Federal            | Sportivo Dock Sud    | 18 de octubre |          |
| El Porvenir          | 1 - 1     | Argentino de Rosario    | El Porvenir          | 18 de octubre |          |
| Argentinos Juniors   | 4 - 1     | Los Andes               | Argentinos Juniors   | 18 de octubre |          |
| Argentino de Quilmes | 2 - 1     | All Boys                | Argentino de Quilmes | 18 de octubre |          |
| Unión                | 1 - 1     | Estudiantes (BA)        | Unión                | 19 de octubre |          |

| Fecha 30                | Fecha 30  | Fecha 30             | Fecha 30                | Fecha 30      | Fecha 30 |
| Local                   | Resultado | Visitante            | Estadio                 | Fecha         |          |
| ----------------------- | --------- | -------------------- | ----------------------- | ------------- | -------- |
| All Boys                | 3 - 2     | Excursionistas       | All Boys                | 25 de octubre |          |
| Los Andes               | 4 - 0     | Argentino de Quilmes | Los Andes               | 25 de octubre |          |
| Argentino de Rosario    | 2 - 1     | Argentinos Juniors   | Argentino de Rosario    | 25 de octubre |          |
| Tiro Federal            | 7 - 2     | El Porvenir          | Tiro Federal            | 25 de octubre |          |
| Defensores de Belgrano  | 3 - 1     | Sportivo Dock Sud    | Defensores de Belgrano  | 25 de octubre |          |
| Estudiantes (BA)        | 3 - 2     | Almagro              | Atlanta                 | 25 de octubre |          |
| Gimnasia y Esgrima (LP) | 2 - 0     | Unión                | Gimnasia y Esgrima (LP) | 25 de octubre |          |
| Talleres (RdE)          | 5 - 1     | Central Córdoba (R)  | Talleres (RdE)          | 25 de octubre |          |
| Nueva Chicago           | 8 - 0     | Temperley            | Nueva Chicago           | 25 de octubre |          |
| Quilmes                 | 3 - 1     | Ferro Carril Oeste   | Quilmes                 | 25 de octubre |          |

| Fecha 31             | Fecha 31  | Fecha 31                | Fecha 31             | Fecha 31       | Fecha 31 |
| Local                | Resultado | Visitante               | Estadio              | Fecha          |          |
| -------------------- | --------- | ----------------------- | -------------------- | -------------- | -------- |
| Excursionistas       | 1 - 1     | Ferro Carril Oeste      | Excursionistas       | 1 de noviembre |          |
| Temperley            | 2 - 0     | Quilmes                 | Temperley            | 1 de noviembre |          |
| Central Córdoba (R)  | 5 - 3     | Nueva Chicago           | Central Córdoba (R)  | 1 de noviembre |          |
| Unión                | 3 - 2     | Talleres (RdE)          | Unión                | 1 de noviembre |          |
| Almagro              | 1 - 2     | Gimnasia y Esgrima (LP) | Atlanta              | 1 de noviembre |          |
| Sportivo Dock Sud    | 2 - 3     | Estudiantes (BA)        | Sportivo Dock Sud    | 1 de noviembre |          |
| El Porvenir          | 3 - 0     | Defensores de Belgrano  | El Porvenir          | 1 de noviembre |          |
| Argentinos Juniors   | 4 - 1     | Tiro Federal            | Argentinos Juniors   | 1 de noviembre |          |
| Argentino de Quilmes | 1 - 2     | Argentino de Rosario    | Argentino de Quilmes | 1 de noviembre |          |
| All Boys             | 0 - 3     | Los Andes               | All Boys             | 1 de noviembre |          |

| Fecha 32                | Fecha 32  | Fecha 32             | Fecha 32                | Fecha 32       | Fecha 32 |
| Local                   | Resultado | Visitante            | Estadio                 | Fecha          |          |
| ----------------------- | --------- | -------------------- | ----------------------- | -------------- | -------- |
| Los Andes               | 1 - 0     | Excursionistas       | Los Andes               | 8 de noviembre |          |
| Argentino de Rosario    | 5 - 3     | All Boys             | Argentino de Rosario    | 8 de noviembre |          |
| Tiro Federal            | 4 - 0     | Argentino de Quilmes | Tiro Federal            | 8 de noviembre |          |
| Defensores de Belgrano  | 1 - 1     | Argentinos Juniors   | Defensores de Belgrano  | 8 de noviembre |          |
| Estudiantes (BA)        | 3 - 3     | El Porvenir          | Atlanta                 | 8 de noviembre |          |
| Gimnasia y Esgrima (LP) | 8 - 2     | Sportivo Dock Sud    | Gimnasia y Esgrima (LP) | 8 de noviembre |          |
| Talleres (RdE)          | 2 - 2     | Almagro              | Talleres (RdE)          | 8 de noviembre |          |
| Nueva Chicago           | 4 - 3     | Unión                | Nueva Chicago           | 8 de noviembre |          |
| Quilmes                 | 4 - 1     | Central Córdoba (R)  | Quilmes                 | 8 de noviembre |          |
| Ferro Carril Oeste      | 2 - 1     | Temperley            | Ferro Carril Oeste      | 8 de noviembre |          |

| Fecha 33             | Fecha 33  | Fecha 33                | Fecha 33             | Fecha 33        | Fecha 33 |
| Local                | Resultado | Visitante               | Estadio              | Fecha           |          |
| -------------------- | --------- | ----------------------- | -------------------- | --------------- | -------- |
| Excursionistas       | 2 - 1     | Temperley               | Excursionistas       | 15 de noviembre |          |
| Central Córdoba (R)  | 3 - 2     | Ferro Carril Oeste      | Central Córdoba (R)  | 15 de noviembre |          |
| Almagro              | 3 - 2     | Nueva Chicago           | Almagro              | 15 de noviembre |          |
| Sportivo Dock Sud    | 1 - 1     | Talleres (RdE)          | Sportivo Dock Sud    | 15 de noviembre |          |
| El Porvenir          | 1 - 4     | Gimnasia y Esgrima (LP) | El Porvenir          | 15 de noviembre |          |
| Argentinos Juniors   | 2 - 1     | Estudiantes (BA)        | Argentinos Juniors   | 15 de noviembre |          |
| Argentino de Quilmes | 1 - 1     | Defensores de Belgrano  | Argentino de Quilmes | 15 de noviembre |          |
| All Boys             | 1 - 1     | Tiro Federal            | All Boys             | 15 de noviembre |          |
| Los Andes            | 3 - 1     | Argentino de Rosario    | Los Andes            | 15 de noviembre |          |
| Unión                | 5 - 2     | Quilmes                 | Unión                | 16 de noviembre |          |

| Fecha 34                | Fecha 34  | Fecha 34             | Fecha 34                | Fecha 34        | Fecha 34 |
| Local                   | Resultado | Visitante            | Estadio                 | Fecha           |          |
| ----------------------- | --------- | -------------------- | ----------------------- | --------------- | -------- |
| Argentino de Rosario    | 4 - 4     | Excursionistas       | Argentino de Rosario    | 22 de noviembre |          |
| Tiro Federal            | 3 - 0     | Los Andes            | Tiro Federal            | 22 de noviembre |          |
| Defensores de Belgrano  | 3 - 0     | All Boys             | Defensores de Belgrano  | 22 de noviembre |          |
| Estudiantes (BA)        | 1 - 2     | Argentino de Quilmes | Atlanta                 | 22 de noviembre |          |
| Talleres (RdE)          | 6 - 0     | El Porvenir          | Talleres (RdE)          | 22 de noviembre |          |
| Nueva Chicago           | 0 - 5     | Sportivo Dock Sud    | Nueva Chicago           | 22 de noviembre |          |
| Quilmes                 | 7 - 1     | Almagro              | Quilmes                 | 22 de noviembre |          |
| Temperley               | 4 - 1     | Central Córdoba (R)  | Temperley               | 22 de noviembre |          |
| Ferro Carril Oeste      | 5 - 1     | Unión                | Ferro Carril Oeste      | 23 de noviembre |          |
| Gimnasia y Esgrima (LP) | 2 - 1     | Argentinos Juniors   | Gimnasia y Esgrima (LP) | 26 de noviembre |          |

| Fecha 35             | Fecha 35  | Fecha 35                | Fecha 35             | Fecha 35        | Fecha 35 |
| Local                | Resultado | Visitante               | Estadio              | Fecha           |          |
| -------------------- | --------- | ----------------------- | -------------------- | --------------- | -------- |
| Excursionistas       | 2 - 0     | Central Córdoba (R)     | Excursionistas       | 29 de noviembre |          |
| Unión                | 1 - 0     | Temperley               | Unión                | 29 de noviembre |          |
| Sportivo Dock Sud    | 1 - 4     | Quilmes                 | Sportivo Dock Sud    | 29 de noviembre |          |
| El Porvenir          | 3 - 1     | Nueva Chicago           | El Porvenir          | 29 de noviembre |          |
| Argentinos Juniors   | 5 - 2     | Talleres (RdE)          | Argentinos Juniors   | 29 de noviembre |          |
| Argentino de Quilmes | 3 - 0     | Gimnasia y Esgrima (LP) | Argentino de Quilmes | 29 de noviembre |          |
| All Boys             | 6 - 3     | Estudiantes (BA)        | All Boys             | 29 de noviembre |          |
| Los Andes            | 2 - 2     | Defensores de Belgrano  | Los Andes            | 29 de noviembre |          |
| Argentino de Rosario | 2 - 3     | Tiro Federal            | Argentino de Rosario | 29 de noviembre |          |
| Almagro              | 2 - 4     | Ferro Carril Oeste      | Atlanta              | 30 de noviembre |          |

| Fecha 36                | Fecha 36  | Fecha 36             | Fecha 36                | Fecha 36       | Fecha 36 |
| Local                   | Resultado | Visitante            | Estadio                 | Fecha          |          |
| ----------------------- | --------- | -------------------- | ----------------------- | -------------- | -------- |
| Tiro Federal            | 1 - 2     | Excursionistas       | Tiro Federal            | 6 de diciembre |          |
| Estudiantes (BA)        | 3 - 1     | Los Andes            | Atlanta                 | 6 de diciembre |          |
| Gimnasia y Esgrima (LP) | 3 - 0     | All Boys             | Gimnasia y Esgrima (LP) | 6 de diciembre |          |
| Talleres (RdE)          | 3 - 1     | Argentino de Quilmes | Talleres (RdE)          | 6 de diciembre |          |
| Nueva Chicago           | 6 - 2     | Argentinos Juniors   | Nueva Chicago           | 6 de diciembre |          |
| Quilmes                 | 3 - 0     | El Porvenir          | Quilmes                 | 6 de diciembre |          |
| Ferro Carril Oeste      | 2 - 1     | Sportivo Dock Sud    | Ferro Carril Oeste      | 6 de diciembre |          |
| Temperley               | 3 - 3     | Almagro              | Temperley               | 6 de diciembre |          |
| Central Córdoba (R)     | 2 - 2     | Unión                | Central Córdoba (R)     | 6 de diciembre |          |
| Defensores de Belgrano  | 2 - 1     | Argentino de Rosario | Defensores de Belgrano  | 7 de diciembre |          |

| Fecha 37             | Fecha 37  | Fecha 37                | Fecha 37             | Fecha 37        | Fecha 37 |
| Local                | Resultado | Visitante               | Estadio              | Fecha           |          |
| -------------------- | --------- | ----------------------- | -------------------- | --------------- | -------- |
| Excursionistas       | 3 - 0     | Unión                   | Excursionistas       | 13 de diciembre |          |
| Almagro              | 4 - 4     | Central Córdoba (R)     | Almagro              | 13 de diciembre |          |
| Sportivo Dock Sud    | 2 - 0     | Temperley               | Sportivo Dock Sud    | 13 de diciembre |          |
| El Porvenir          | 1 - 0     | Ferro Carril Oeste      | El Porvenir          | 13 de diciembre |          |
| Argentinos Juniors   | 1 - 2     | Quilmes                 | Argentinos Juniors   | 13 de diciembre |          |
| Argentino de Quilmes | 4 - 0     | Nueva Chicago           | Argentino de Quilmes | 13 de diciembre |          |
| All Boys             | 4 - 1     | Talleres (RdE)          | All Boys             | 13 de diciembre |          |
| Los Andes            | 0 - 1     | Gimnasia y Esgrima (LP) | Estudiantes (LP)     | 13 de diciembre |          |
| Argentino de Rosario | 5 - 2     | Estudiantes (BA)        | Argentino de Rosario | 13 de diciembre |          |
| Tiro Federal         | 6 - 2     | Defensores de Belgrano  | Tiro Federal         | 13 de diciembre |          |

| Fecha 38                | Fecha 38  | Fecha 38             | Fecha 38                | Fecha 38        | Fecha 38 |
| Local                   | Resultado | Visitante            | Estadio                 | Fecha           |          |
| ----------------------- | --------- | -------------------- | ----------------------- | --------------- | -------- |
| Defensores de Belgrano  | 1 - 2     | Excursionistas       | Defensores de Belgrano  | 20 de diciembre |          |
| Gimnasia y Esgrima (LP) | 1 - 2     | Argentino de Rosario | Gimnasia y Esgrima (LP) | 20 de diciembre |          |
| Talleres (RdE)          | 5 - 1     | Los Andes            | Talleres (RdE)          | 20 de diciembre |          |
| Nueva Chicago           | 4 - 1     | All Boys             | Nueva Chicago           | 20 de diciembre |          |
| Quilmes                 | 2 - 1     | Argentino de Quilmes | Quilmes                 | 20 de diciembre |          |
| Ferro Carril Oeste      | 8 - 0     | Argentinos Juniors   | Ferro Carril Oeste      | 20 de diciembre |          |
| Temperley               | 0 - 0     | El Porvenir          | Temperley               | 20 de diciembre |          |
| Central Córdoba (R)     | 7 - 0     | Sportivo Dock Sud    | Central Córdoba (R)     | 20 de diciembre |          |
| Unión                   | 2 - 0     | Almagro              | Unión                   | 20 de diciembre |          |
| Estudiantes (BA)        | 6 - 2     | Tiro Federal         | Atlanta                 | 21 de diciembre |          |

| 1. 2. 3. 4. 5. 6. 7. 8. 9. 10. 11. |